# Boana marianitae
Boana marianitae é uma espécie de anfíbio anuro da família Hylidae. É considerada pouco preocupante pela Lista Vermelha da UICN. Está presente em Bolívia, Argentina.